# Zweedse band

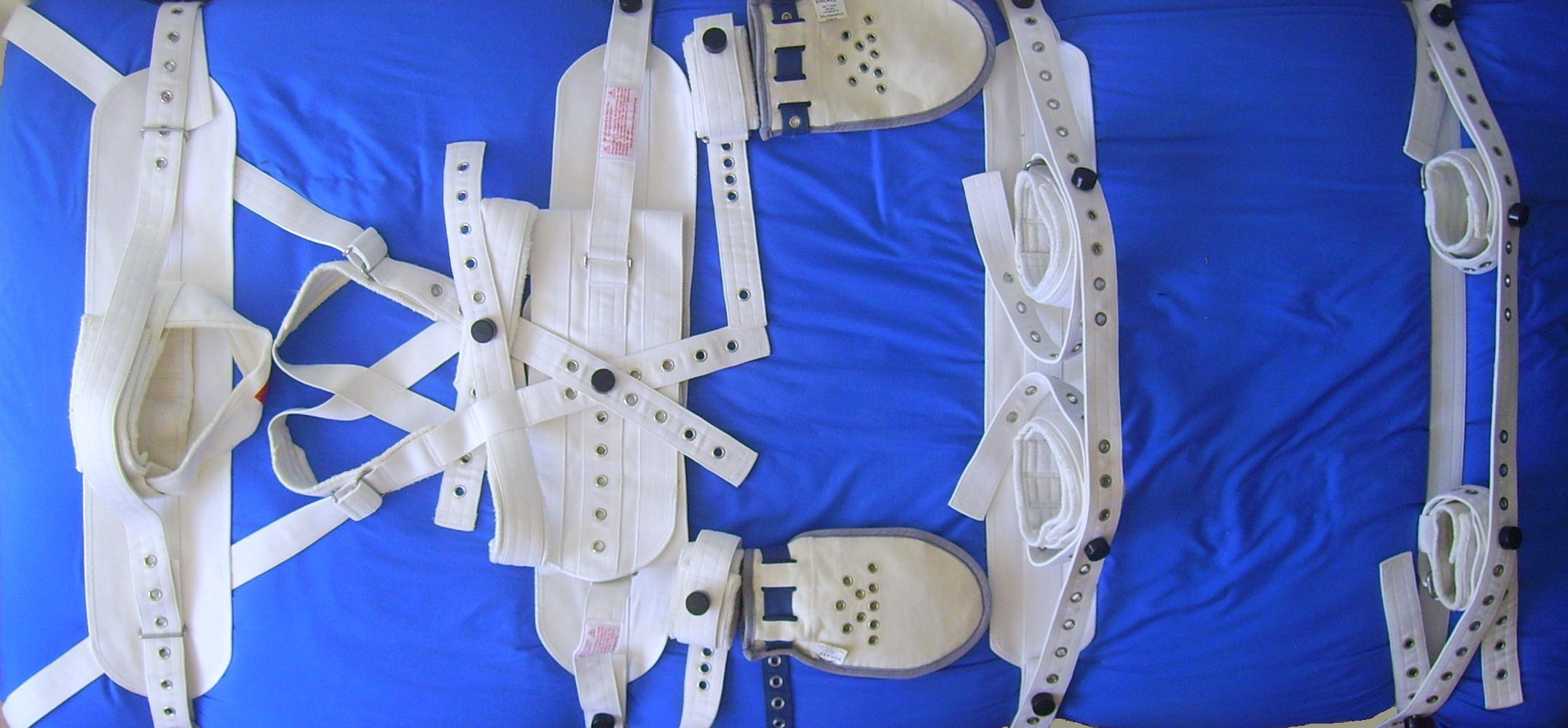
Assortiment van bedfixatie: meest links de (Brefix)buikband

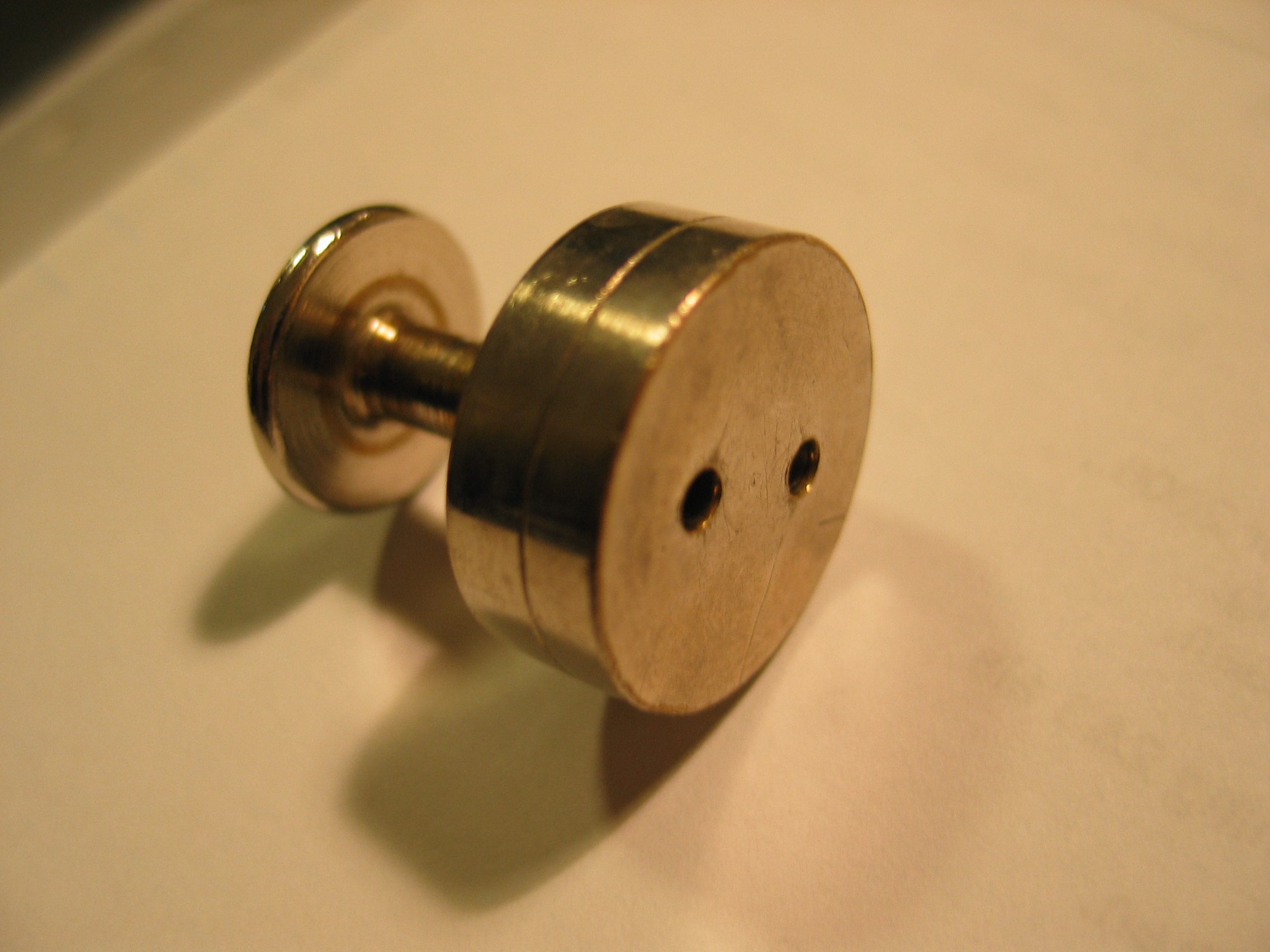
Een Zweeds slot voor het sluiten van fixatiemateriaal

Een Zweedse band, ook wel onrustband genoemd, is een hulpmiddel voor fixatie dat wordt gebruikt in zorginstellingen om patiënten te fixeren. Het doel van het hulpmiddel is om valincidenten, dwaalgedrag of zelfverwonding bij kwetsbare patiënten, zoals ouderen met dementie of personen met een verstandelijke beperking, te voorkomen. Het gebruik ervan is echter omstreden vanwege de beperkingen die het oplegt aan de bewegingsvrijheid van de patiënt en de risico’s die eraan verbonden zijn.

## Werking en toepassing
Een Zweedse band bestaat uit een band van ongeveer tien centimeter breed, die om de heupen en buik van de patiënt wordt aangebracht. De band wordt daarna met een magnetisch 'Zweeds' slot vastgezet. Bij gebruik op bed wordt de band hierna met behulp van extra banden aan een bed bevestigd: hierdoor wordt de patiënt beperkt in zijn of haar bewegingen, zodat ongewenste situaties zoals vallen of nachtelijke dwaaltochten worden voorkomen.
Een modernere variant, de Brefixband, staat meer bewegingsvrijheid toe, en wordt daardoor als veiliger beschouwd. De Brefixband is breder dan de Zweedse band, en voorzien van een elastische zwaluwstaartverbinding tussen de buikband en de bevestigingsbanden aan het bed. Dit ontwerp biedt de patiënt meer bewegingsvrijheid, waardoor draaien en rollen in bed makkelijker wordt en het risico op doorligwonden afneemt.

## Risico’s en incidenten
Het gebruik van de Zweedse band brengt aanzienlijke risico’s met zich mee, zoals verstikking door verkeerd gebruik, beknelling of blauwe plekken, doorligwonden bij langdurige fixatie, en psychische schade door verlies van autonomie.

### Nederland
Zo constateerde de Inspectie voor de Gezondheidszorg (IGZ) in het in 2002 gepubliceerde onderzoeksrapport `Risico's bij het gebruik van de Zweedse band in de gehandicaptenzorg' dat het veelvuldig voorkwam dat gehandicapten uit hun bed hingen, met blauwe plekken, huid- en zenuwbeschadigingen en ademnood door beknelling als mogelijk gevolg. Verder stierven er volgens het rapport door ondeskundig gebruik jaarlijks twee tot drie patiënten, zowel in de gehandicaptenzorg, als in de geestelijke gezondheidszorg en ziekenhuiszorg, en deden zich een veelvoud voor aan bijna-ongelukken voor.
Meerdere ongelukken met de Zweedse band haalden daarop de pers. Zo stikte in 2005 een bewoner van een verpleeghuis in Rotterdam, en in 2006 en 2008 stikten drie patiënten in het Atrium Medisch Centrum in Heerlen, ten gevolge van verkeerd gebruik van de Zweedse band. De Inspectie voor de Gezondheidszorg drong vervolgens aan op afschaffing van het gebruik per 2011.
Deze doelstelling werd niet gehaald. Wel werd het gebruik van bedhekken verplicht om te voorkomen dat patiënten over de rand van het bed vallen en moet er altijd een schaar of mes binnen handbereik zijn, speciaal bedoeld om de band in geval van nood onmiddellijk door te snijden.

## Regelgeving en toezicht
Het gebruik van een Zweedse band wordt in Nederland gereguleerd door de Wet zorg en dwang (Wzd), die van toepassing is op kwetsbare doelgroepen zoals ouderen met dementie of een verstandelijke beperking. Het fixeren van patiënten wordt beschouwd als een vrijheidsbeperkende maatregel en mag alleen worden toegepast als er geen minder ingrijpende alternatieven beschikbaar zijn.
Het gebruik moet volgens deze wet ofwel door de zorgverantwoordelijke worden vastgelegd in het zorgplan, ofwel gemeld worden aan de Inspectie Gezondheidszorg en Jeugd (IGJ, eerder IGZ). In 2008 concludeerde de inspectie dat vrijheidsbeperkende maatregelen, waar de Zweedse band onder valt, te vaak en te snel werden toegepast. Dit leidde tot de actie Zorg voor vrijheid, waarin de inspectie een convenant sloot met allerlei organisaties van instellingen en beroepsverenigingen uit de zorg om vrijheidsbeperkende maatregelen terug te dringen. Een van de doelstellingen was het per 2011 volledig uitbannen van het gebruik van de Zweedse band in Nederlandse zorginstellingen, zoals het gebruik ook buiten Nederland vaak al verboden was of niet meer nodig werd gevonden. Een van de voorgestelde alternatieven was het tentbed, waarmee in Nederland vanaf 2012 mee geëxperimenteerd werd.